# Mus caroli
Mus caroli är en däggdjursart som beskrevs av Bonhote 1902. Mus caroli ingår i släktet Mus och familjen råttdjur. Internationella naturvårdsunionen kategoriserar arten globalt som livskraftig. Inga underarter finns listade i Catalogue of Life.
Artepitet i det vetenskapliga namnet hedrar den engelska entomologen Charles Rothschild. Caroli är den latinska formen av Charles.
Arten blir 72 till 95 mm lång (huvud och bål), har en 75 till 95 mm lång svans och väger 11,5 till 19,5 g. Den har 14,5 till 19 mm långa bakfötter och 12 till 14 mm långa öron. Pälsen på ovansidan har en gråbrun färg och den kan ha några glest fördelade taggar. Undersidans päls bildas av hår som antingen är grå vid roten och vit på spetsen eller av helt vita hår. Även läpparna och hakan är vita. Dessutom är svansen uppdelad i en mörk ovansida och en ljus undersida. Kännetecknande för arten är de övre framtänderna med en mörk orange färg.
Denna mus förekommer i sydöstra Kina (inklusive Taiwan och Hainan), i östra Myanmar, i Thailand, i Laos, i Vietnam och i Kambodja. Arten introducerades även på flera sydostasiatiska öar men där finns bara restbestånd kvar. Habitatet utgörs av gräsmarker och av buskskogar. Mus caroli hittas ofta i risodlingar. Den är främst aktiv på natten och äter frön samt insekter.
Mus caroli gräver underjordiska bon med två ingångar och ett större rum. Enligt befolkningens berättelser ska arten klättra på ris- och andra plantor för att nå grödorna.